# Милан Драшковић
Милан Драшковић (Београд, 1951) српски је прозаиста и песник, уредник и популаризатор научне фантастике..
Научну фантастику објављује од 1983. године. Написао око 140 кратких прича, са близу 500 објављивања (под својим именом и под три псеудонима: Мајк Драсков, К. Воксард и Џ. Миланд) у тридесетак гласила.
Био је уредник фанзина Емитор Друштва љубитеља фантастике „Лазар Комарчић“ из Београда крајем 1980-их и повремено током 1990-их.